# Telč-Staré Město (železniční zastávka)
Telč-Staré Město je železniční zastávka, která se nachází ve městě Telč v okrese Jihlava v Kraji Vysočina. Zastávka leží na železniční trati Kostelec u Jihlavy – Slavonice.

## Přeprava
Na zastávce zastavují pouze osobní a spěšné vlaky, které provozují České dráhy, které na tyto vlaky nasazují motorové vozy RegioSpider. Na zastávce se nachází přístřešek pro cestující. Zastávka se nachází v integrovaném dopravním systému VDV.

## Přístupnost
Přístup na nástupiště včetně přístřešku před povětrnostními vlivy je bezbariérový. Železniční zastávka je vybavena vodícími liniemi pro zrakově postižené.